# Fiat 671
Le Fiat 671 est un camion lourd moyen polyvalent, lié à la reconstruction de l'Italie. C'est un modèle de camion porteur isolé, fabriqué par le constructeur italien Fiat V.I. de 1953 à 1963. 
Il remplace le Fiat 670 qui était le dernier de la grande famille des camions lourds Fiat V.I. à disposer de la cabine avancée Fiat avant l'arrivée de la fameuse cabine "baffo" - à moustaches qui sera appliquée à tous les camions Fiat V.I. jusqu'en 1970.
Ce véhicule sera fabriqué pendant 11 ans et sera remplacé par le Fiat 643. Il couvre la tranche de transport de 14 à 18 tonnes.

## Le Fiat 671 en synthèse
Au lendemain de la guerre, l'Italie se voit sanctionnée et interdire de fabriquer des camions à trois essieux ! les 6x4. Quel était l'intérêt des alliés dans cette sanction ? Personne ne le sait.
Cette obligation ajoutée à celle d'un code de la route tatillon qui oblige les constructeurs à mettre sur le marché des camions par type de transport, pouvant tracter ou pas une remorque, justifie la naissance de la série Fiat 670 en plus du Fiat 680.
En fait, ces deux camions reposent sur le même châssis mais attendu que le "671" n'est pas destiné à tracter une remorque, il recevra un moteur de moindre puissance. Il sera transformé par les spécialistes italiens en la matière pour devenir un 6x2, avec un troisième essieu simple directeur et relevable, placé à l'arrière, sur un châssis allongé.
Il jouera un rôle important dans la reconstruction du pays mais uniquement en version porteur isolé, ce qui lui offrira de moindres débouchés dans les transports longue distance. Il a un peu été oublié dans l'esprit des transporteurs qui ont porté leur dévolu sur son grand frère, le Fiat 682.
Reprenant l'essentiel de son prédécesseur, le Fiat 670N, il reçoit la dernière version de la cabine unifiée Fiat V.I., avant la fameuse cabine dite "baffo". Doté du moteur 6 cylindres en ligne Fiat 364A de 6 650 cm3 de cylindrée, développant une puissance de 92 ch à seulement 2 000 tr/min et un couple maximum à seulement 1 000 tr/min.
Comme toute la gamme Fiat V.I. de l'époque, et cela jusqu'en 1974, la conduite est à droite pour le marché italien, à gauche pour l'exportation, sauf Grande Bretagne.

Outil de travail sans problèmes, comme les Lancia 3RO, il sera beaucoup employé pour les transports interrégionaux. Quasiment tous les modèles ont été équipés du 3e essieu pour porter le PTC à 18 tonnes. 
Il est dommage que ce modèle digne de grand intérêt soit tombé dans l'oubli et n'ait jamais eu la reconnaissance de ses utilisateurs. Peut être est-ce parce qu'ils ont aussi voulu oublier les rigueurs des lendemains de la guerre.
Le Fiat 671 sera décliné en trois versions "N" à "N3" :
- 671N - cabine unifiée,
- 671N2 - cabine « Baffo » première génération avec des barres chromées verticales,
- 671N3 - cabine « Baffo » seconde génération avec grille de calandre type nid d'abeilles.

## Caractéristiques techniques
| Modèle                               | Années de production | Type moteur | Cylindrée cm3 | Puissance ch DIN   | PTC en tonnes |
| ------------------------------------ | -------------------- | ----------- | ------------- | ------------------ | ------------- |
| Fiat 671N                            | 1953 - 1955          | Fiat 364A   | 6 650         | 92 à 2 000 tr/min  | 14-18         |
| Fiat 671N2 - Nouvelle cabine "Baffo" | 1955 - 1960          | Fiat 364A   | 6 650         | 92 à 2 000 tr/min  | 14-18         |
| Fiat 671N3                           | 1952 - 1953          | Fiat 364A60 | 7 298         | 120 à 2 200 tr/min | 14-18         |